# Fidelidade partidária
O termo fidelidade partidária, no Direito eleitoral brasileiro, trata da obrigação de que um político deve ter para com seu partido, tendo por base a tese de que se, no Brasil, todos os candidatos a cargos eletivos precisam de partidos políticos para se eleger, eles não podem se desvincular do partido para o qual foram eleitos, sob pena de perderem o mandato.

## Legislação brasileira vigente
A filiação partidária pode ser entendida como condição de elegibilidade, não havendo possibilidade de candidatura avulsa dentro do nosso sistema eleitoral vigente. A Lei 9.096/95, lei que trata a respeito dos partidos políticos, em seu artigo 25  e 26  prevê a possibilidade de o estatuto do partido estabelecer normas de disciplina e fidelidade partidária.
Cumpre salientar, entretanto, que a infidelidade partidária pode suscitar a perda do mandato, pois, apesar de no bojo do artigo 55 da supracitada lei, artigo esse que elenca as hipóteses de perda de mandato, a infidelidade partidária não encontra-se listada, a Resolução n° 22.610 de 2007 do Tribunal Superior Eleitoral declara a perda do mandato eletivo.
A Constituição de 1967 tratava do tema, e a lei dos partidos, de 1971, punia com a perda de mandato, o descumprimento de diretrizes ou deliberações das direções ou convenções partidárias.
Desde a redemocratização do Brasil nos anos 80, a troca de partidos após a eleição foi prática corriqueira, gerando protestos em diversos setores da sociedade civil. Isso gerou durante a década de 1990 à elaboração de diversos esboços de reforma política que instituiriam a fidelidade partidária, mas que nunca saíram do papel.
Porém, em 27 de março de 2007, mesmo sem uma lei formal, o TSE (Tribunal Superior Eleitoral), respondendo a uma consulta do DEM, decidiu, através da Resolução n. 22.610, que o mandato pertencia ao partido, o que levou aos partidos que se sentiram prejudicados com o troca-troca a requerer a cassação do mandato dos infiéis e sua posterior substituição por seus suplentes. Em 4 de outubro de 2007, o STF estabeleceu o entendimento de que a fidelidade partidária passaria a ser a norma, porém só valendo a cassação dos mandatos de parlamentares que tivessem trocado de partido após a decisão do TSE.
O TSE admite, porém, como exceções para manutenção do mandato após a troca de partidos, a criação, como fundador, de uma nova agremiação partidária, ou estar descontente com o processo de incorporação ou fusão com outra legenda, ou ainda ter sido discriminado injustificadamente pela direção do partido a que pertence, e por ultimo, a mudança na linha política ou programática do partido.
Cumpre então destacar alguns pontos da resolução 22.610/2007. Os pedidos a serem formulados são dois, a decretação da perda de mandato por desfiliação partidária sem justa causa, momento em que o agente político já deixou o partido e o pedido de declaração de justa causa, momento no qual o agente ainda encontra-se no partido.
Entende-se por justa causa a incorporação ou fusão do partido, nas causas em que o detentor do mandato encontra-se integrante do partido incorporado e se aquele partido incorporado entender que houve mudança considerada profunda nas diretrizes partidárias. Do mesmo modo entende-se a justa causa a criação de novo partido, quando os dissidentes participam da criação de outro partido político, a mudança substancial do programa partidário e a grave discriminação pessoal dentro do partido, tanto por questões pessoas quanto por ideologias políticas diversas.
Já no ano seguinte, em 2008, estavam em curso 8.595 processos de perda de mandato, movidos na Justiça Eleitoral de todo o país, por infidelidade partidária, por parte de vereadores e deputados. Alguns países, como [carece de fontes?],  [carece de fontes?], e outros punem de igual forma, a troca de partidos, com a perda do mandato.